# Maniraptorer
Maniraptorer ("Handrövare") är det samlande biologiska namnet på en stor grupp dinosaurier som tillhörde ordningen coelurosaurier som i sin tur är en av två stora undergrupper inom huvudordningen theropoder som omfattar de köttätande dinosaurierna.

## Definition
Maniraptora definitieras som den mest inkluderande monofyletiska grupp som inkluderar gråsparven (Passer domesticus) men inte Ornithomimus. Denna definition är således stambaserad.

Typiskt för Maniraptorerna var frambenens och händernas konstruktion som här Deinonychus och Archaeopteryx.

## Beskrivning
Samtliga maniraptorer var tvåbenta tågångare. En egenskap som för övrigt delas av alla kända köttätande dinosaurier. De allra flesta hade stora klor på bakfötterna och en ganska lång styv svans. Allt mer pekar mot att de flesta var befjädrade och att en del av dem fortfarande lever kvar som fåglar. Åtminstone en del av dem var flockdjur och anses med dinosauriemått varit intelligenta. Med största sannolikhet var de även varmblodiga.

## Maniraptorer och fåglar
Sedan slutet av 60-talet har allt fler bevis kommit som pekar mot att fåglarna härstammar direkt från köttätande dinosaurier. Även om ett slutgiltigt bevis saknas anser idag nästan samtliga paleontologer att fåglarna biologiskt ska klassas som maniraptorer och därmed också "legitima" dinosaurier. Själva föredrar de att kalla Aves (fåglar) för Avian dinosaurs ("fågeldinosaurier") medan övriga dinosaurier är non-Avian dinosaurs ("icke fågeldinosaurier"). En grupp dinosaurier har enligt dessa teorier alltså överlevt och är fortfarande mycket framgångsrik. De äldsta "äkta" fåglarna anses ha utvecklats under juraperioden för drygt 150 miljoner år sedan.
Idag anser man att fåglarnas närmaste släktingar troligen är dromeosauriderna och oviraptoiderna. Paleontologerna är nu övertygade om att samtliga dromeosaurider (och kanske alla dinosaurier tillhörande maniraptorgruppen samt många andra coelurosaurier var befjädrade. Några forskare anser att dromeosauriderna själva utvecklades från fåglar. Konkreta bevis för detta saknas hittills.
Emellertid har man ansett att ingen känd dinosaurie kunde flyga (om man nu bortser från fåglar och antar att de faktiskt är dinosaurier), men nya fynd visar att några maniraptorer som anses vara "äkta" dinosaurier trots allt kanske kunde flyga. Det skulle i så fall göra skillnaden mellan dinosaurie och fågel än mer otydlig. Några forskare anser att oviraptoiderna egentligen var primitiva fåglar.